# 洛塞爾 (蒙大拿州)
洛塞爾（英語：Lothair）是位於美國蒙大拿州利伯蒂縣的非建制地區。

## 歷史
洛塞爾的郵局於1910年設立，其後於1992年停運。

## 地理
洛塞爾所處的海拔為高於海平面1012米（即3320英呎），而該地所採用的時區為UTC-6，即北美山地時區（MST）。同時該地設有夏令時間，為UTC-7調快一小時，即UTC-6（MDT）。